# 美國長河列表

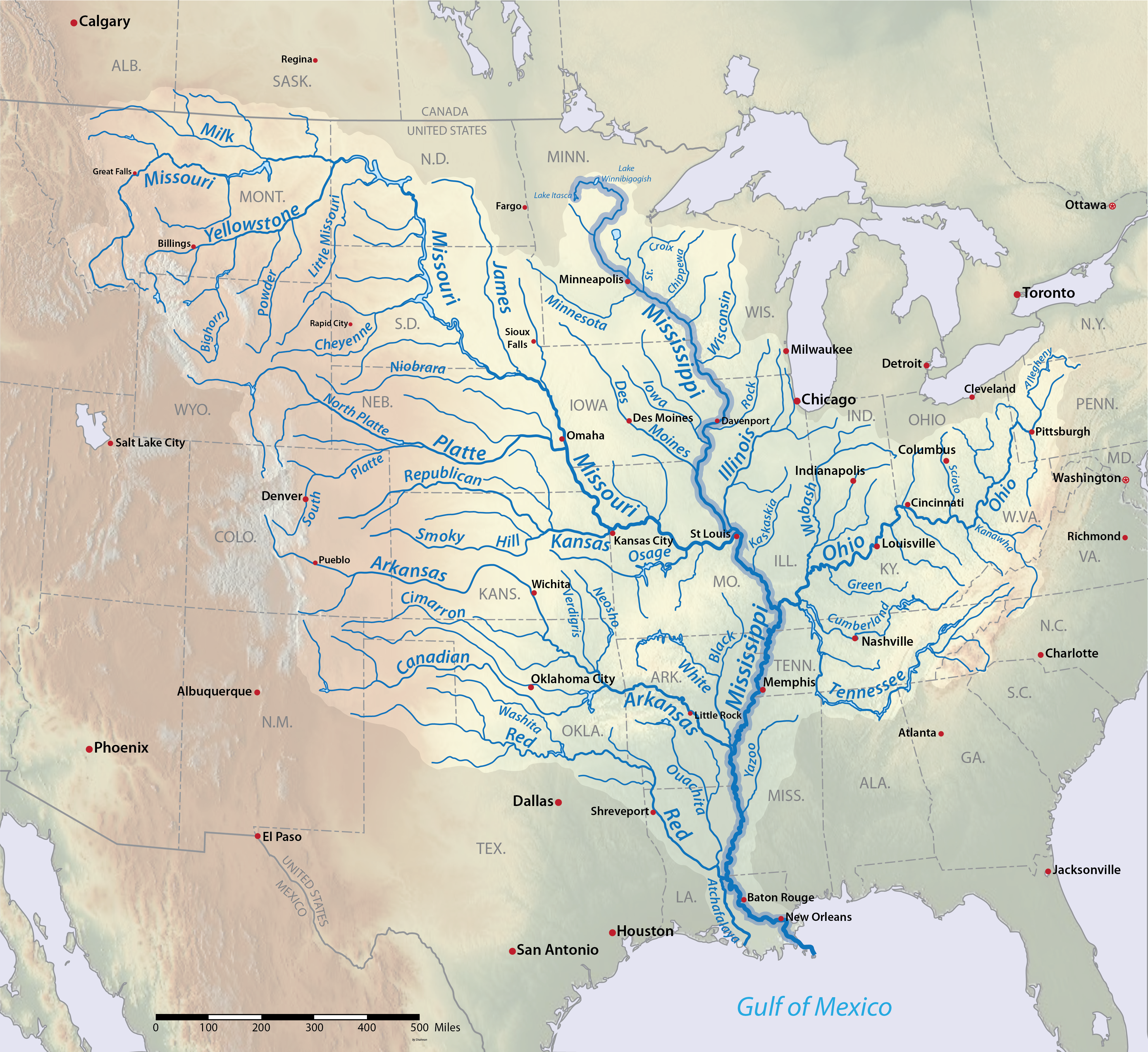
密西西比河流域包括密蘇里河和密西西比河，這是美國唯二幹流最長的河流。而在上圖，密西西比河的幹流會以深藍色顯示。除上述兩條河流外，下表還記錄了其餘美國境內幹流最長的河流。

本列表收錄了美國境內38條幹流長達500英里（800）或以上的河流。在水文學中，幹流是指「河川下游內、對比於支流的主要河段」。美國地質調查局（USGS）透過列出兩個端點（即河源和河口）的坐標來定義幹流。部份同樣流經美國的著名河流，如阿查法拉亞河、威拉米特河、薩斯奎哈納河，則因其幹流短於500英里（800），而未獲納入本列表內。
表列河流中有七條流越兩國或形成國界。育空河及哥倫比亞河發源於加拿大，隨後流入美國。牛奶河、聖勞倫斯河及雷德河則始於美國，然後流入加拿大。而在上述河流中，只有牛奶河兩度跨越國界——伏出、並再度流入美國。科羅拉多河和格蘭德河等兩條河發源自美國，隨後流入墨西哥。此外，密西西比河和密蘇里河的流域延伸入加拿大境內，希拉河的流域則延伸入墨西哥境內。
在報告水文量時，不同的資料來源的精確度可能存在著差異。湖泊學家及作者露絲·帕特里克（Ruth Patrick）在描述一張美國高流量河流的圖表時表示，她曾向不同作者諮詢有關流量、排水面積、河流長度等數據，但結果他們所給出的數據有著很大的差異。因此，帕特里克在書中指「似乎最明智的做法是將現有的數據表視為顯示河流的一般排名，且不要過分重視數據的微小差異（10%至20%）」。

## 列表
在下表內，流域面積及流量等數據的主要來源為一書，如果不同資料來源所給出的數據差異大於10%，則會以註釋說明。在展示河流長度、流域面積及河流流量數據時，其量度單位會以英制及公制一併表示。而河流流量是指河水流經河口時的流量。在「流經國家／州分及圖像」一欄，若出現非美國的州分，則會在旁標示。
另外，此列表中會以：
- 黃色背景代表該河流並不完全位於美國境內
- 綠色背景代表河流流域並不完全位於美國境內

| #  | 河流名稱     | 河口                      | 長度                                      | 河源座標                                        | 河口座標                                        | 流域面積                                | 河流流量                                 | 流經國家／州分及圖像                                                                                                 |
| -- | ------------ | ------------------------- | ----------------------------------------- | ----------------------------------------------- | ----------------------------------------------- | --------------------------------------- | ---------------------------------------- | --- |
| 1  | 密蘇里河     | 密西西比河                | 2,341英里（3,768公里）                    | 45°55′39″N 111°30′29″W / 45.92750°N 111.50806°W | 38°48′49″N 90°07′11″W / 38.81361°N 90.11972°W   | 529,353平方英里 （1,371,017平方公里）   | 69,100立方英尺每秒 （1,956立方米每秒）   | 蒙大拿州河源、北達科他州、南達科他州、內布拉斯加州、愛荷華州、堪薩斯州、密蘇里州河口                                 |
| 2  | 密西西比河   | 墨西哥灣                  | 2,202英里（3,544）                        | 47°14′22″N 95°12′29″W / 47.23944°N 95.20806°W   | 29°09′04″N 89°15′12″W / 29.15111°N 89.25333°W   | 1,260,000平方英里 （3,270,000平方公里） | 650,000立方英尺每秒 （18,400立方米每秒） | 明尼蘇達州河源、威斯康辛州、愛荷華州、伊利諾州、密蘇里州、肯塔基州、田納西州、阿肯色州、密西西比州、路易斯安娜州河口 |
| 3  | 育空河       | 白令海                    | 1,979英里（3,185）                        | 59°35′00″N 133°47′00″W / 59.58333°N 133.78333°W | 62°35′55″N 164°48′00″W / 62.59861°N 164.80000°W | 324,000平方英里 （839,200平方公里）     | 224,000立方英尺每秒 （6,340立方米每秒）  | 不列颠哥伦比亚省（加）河源、育空地區（加）、阿拉斯加州河口                                                           |
| 4  | 格蘭德河     | 墨西哥灣                  | 1,759英里（2,830公里）                    | 37°47′52″N 107°32′18″W / 37.79778°N 107.53833°W | 25°57′22″N 97°08′43″W / 25.95611°N 97.14528°W   | 340,000平方英里（870,000平方公里）      | 1,300立方英尺每秒（37立方每秒）          | 科羅拉多州河源、新墨西哥州、德克薩斯州河口、契瓦瓦州（墨）、科阿韋拉州（墨）、新萊昂州（墨）、塔毛利帕斯州（墨）河口 |
| 5  | 科羅拉多河   | 加利福尼亞灣              | 1,450英里（2,330）                        | 40°28′20″N 105°49′34″W / 40.47222°N 105.82611°W | 31°48′57″N 114°48′22″W / 31.81583°N 114.80611°W | 248,000平方英里（642,000平方公里）      | 1,400立方英尺每秒（40立方每秒）          | 科羅拉多州河源、猶他州、亞利桑那州、內華達州、加利福尼亞州、索諾拉州（墨）、下加利福尼亞州（墨）河口                 |
| 6  | 阿肯色河     | 密西西比河                | 1,443英里（2,322）                        | 39°15′30″N 106°20′38″W / 39.25833°N 106.34389°W | 33°46′30″N 91°04′15″W / 33.77500°N 91.07083°W   | 160,200平方英里（414,910平方公里）      | 35,500立方英尺每秒（1,004立方米每秒）    | 科羅拉多州河源、堪薩斯州、奧克拉荷馬州、阿肯色州河口                                                                 |
| 7  | 哥倫比亞河   | 太平洋                    | 1,243英里（2,000）                        | 50°13′00″N 115°51′00″W / 50.21667°N 115.85000°W | 46°14′39″N 124°03′29″W / 46.24417°N 124.05806°W | 279,548平方英里（724,024平方公里）      | 273,000立方英尺每秒（7,730立方米每秒）   | 不列颠哥伦比亚省（加）河源、華盛頓州、俄勒岡州河口                                                                   |
| 8  | 紅河         | 阿查法拉亞河、 密西西比河 | 1,125英里（1,811） （页面存档备份，存于） | 34°34′35″N 99°57′54″W / 34.57639°N 99.96500°W   | 31°01′10″N 91°44′52″W / 31.01944°N 91.74778°W   | 65,590平方英里（169,890平方公里）       | 30,100立方英尺每秒（852立方米每秒）      | 奧克拉荷馬州河源、德薩斯州、阿肯色州、路易斯安娜州河口                                                               |
| 9  | 斯內克河     | 哥倫比亞河                | 1,040英里（1,674公里）                    | 44°07′49″N 110°13′10″W / 44.13028°N 110.21944°W | 46°11′10″N 119°01′43″W / 46.18611°N 119.02861°W | 108,000平方英里（281,000平方公里）      | 55,300立方英尺每秒（1,565立方米每秒）    | 懷俄明州河源、愛達荷州、俄勒岡州、華盛頓州河口                                                                       |
| 10 | 俄亥俄河     | 密西西比河                | 979英里（1,575公里）                      | 40°26′34″N 80°01′02″W / 40.44278°N 80.01722°W   | 36°59′12″N 89°07′50″W / 36.98667°N 89.13056°W   | 204,000平方英里（529,000平方公里）      | 308,400立方英尺每秒（8,733立方米每秒）   | 賓夕凡尼亞州河源、俄亥俄州、西維珍尼亞州、印第安納州、伊利諾州、肯塔基州河口                                         |
| 11 | 科羅拉多河   | 墨西哥灣                  | 970英里（1,560）                          | 32°40′47″N 101°43′51″W / 32.67972°N 101.73083°W | 28°35′41″N 95°58′59″W / 28.59472°N 95.98306°W   | 39,900平方英里（103,341平方公里）       | 2,600立方英尺每秒（75立方米每秒）        | 德薩斯州河源、河口                                                                                                   |
| 12 | 田納西河     | 俄亥俄河                  | 935英里（1,504公里）                      | 35°57′33″N 83°51′01″W / 35.95917°N 83.85028°W   | 37°04′02″N 88°33′53″W / 37.06722°N 88.56472°W   | 40,880平方英里（105,870平方公里）       | 71,000立方英尺每秒（2,000立方每秒）      | 田納西州河源、阿拉巴馬州、肯塔基州河口                                                                               |
| 13 | 加拿大河     | 阿肯色河                  | 906英里（1,458）                          | 37°01′11″N 105°04′33″W / 37.01972°N 105.07583°W | 35°27′12″N 95°01′58″W / 35.45333°N 95.03278°W   | 47,130平方英里（122,070平方公里）       | 6,100立方英尺每秒（174立方米每秒）       | 科羅拉多州河源、新墨西哥州、德薩斯州、奧克拉荷馬州河口                                                               |
| 14 | 布拉索斯河   | 墨西哥灣                  | 860英里（1,390公里）                      | 33°16′07″N 100°00′37″W / 33.26861°N 100.01028°W | 28°52′33″N 95°22′42″W / 28.87583°N 95.37833°W   | 44,620平方英里（115,566平方公里）       | 8,800立方英尺每秒（249立方米每秒）       | 德薩斯州河源、河口                                                                                                   |
| 15 | 格林河       | 科羅拉多河                | 760英里（1,230公里）                      | 43°09′13″N 109°40′18″W / 43.15361°N 109.67167°W | 38°11′21″N 109°53′07″W / 38.18917°N 109.88528°W | 44,900平方英里（116,200平方公里）       | 6,100立方英尺每秒（172立方米每秒）       | 懷俄明州河源、科羅拉多州、猶他州河口                                                                                 |
| 16 | 佩科斯河     | 格蘭德河                  | 730英里（1,175公里）                      | 35°58′34″N 105°33′29″W / 35.97611°N 105.55806°W | 29°41′59″N 101°22′17″W / 29.69972°N 101.37139°W | 44,000平方英里（113,960平方公里）       | 71立方英尺每秒（2.0立方每秒）            | 新墨西哥州河源、德薩斯州河口                                                                                         |
| 17 | 懷特河       | 密西西比河                | 720英里（1,159公里）                      | 35°50′20″N 93°36′16″W / 35.83889°N 93.60444°W   | 33°57′05″N 91°04′53″W / 33.95139°N 91.08139°W   | 27,872平方英里（72,189平方公里）        | 34,600立方英尺每秒（979立方米每秒）      | 阿肯色州河源、河口、密蘇里州                                                                                         |
| 18 | 詹姆斯河     | 密蘇里河                  | 710英里（1,140）                          | 47°28′53″N 99°51′32″W / 47.48139°N 99.85889°W   | 42°52′17″N 97°17′26″W / 42.87139°N 97.29056°W   | 20,942平方英里（54,240平方）            | 854立方英尺每秒（24.2立方每秒）          | 北達科他州河源、南達科他州河口                                                                                       |
| 19 | 卡斯科奎姆河 | 白令海                    | 702英里（1,130）                          | 63°05′16″N 154°38′33″W / 63.08778°N 154.64250°W | 60°04′59″N 162°20′02″W / 60.08306°N 162.33389°W | 48,000平方英里（124,319平方公里）       | 67,000立方英尺每秒（1,900立方每秒）      | 阿拉斯加州河源、河口                                                                                                 |
| 20 | 錫馬龍河     | 阿肯色河                  | 698英里（1,123）                          | 36°54′24″N 102°59′12″W / 36.90667°N 102.98667°W | 36°10′14″N 96°16′19″W / 36.17056°N 96.27194°W   | 19,510平方英里（50,540平方公里）        | 1,500立方英尺每秒（42立方每秒）          | 奧克拉荷馬州河源、河口、科羅拉多州、堪薩斯州                                                                         |
| 21 | 坎伯蘭河     | 俄亥俄河                  | 696英里（1,120）                          | 36°50′42″N 83°19′26″W / 36.84500°N 83.32389°W   | 37°08′36″N 88°24′27″W / 37.14333°N 88.40750°W   | 17,930平方英里（46,430平方公里）        | 30,400立方英尺每秒（862立方米每秒）      | 肯塔基州河源、河口、田納西州                                                                                         |
| 22 | 黃石河       | 密蘇里河                  | 678英里（1,091）                          | 43°59′18″N 109°55′45″W / 43.98833°N 109.92917°W | 47°58′42″N 103°58′56″W / 47.97833°N 103.98222°W | 70,400平方英里（182,336平方公里）       | 12,800立方英尺每秒（362立方米每秒）      | 懷俄明州河源、蒙大拿州、北達科他州河口                                                                               |
| 23 | 北普拉特河   | 普拉特河                  | 665英里（1,070）                          | 40°38′23″N 106°24′19″W / 40.63972°N 106.40528°W | 41°06′50″N 100°40′33″W / 41.11389°N 100.67583°W | 34,885平方英里（90,352平方公里）        | 770立方英尺每秒（21.9立方米每秒）        | 科羅拉多州河源、懷俄明州、內布拉斯加州河口                                                                           |
| 24 | 牛奶河       | 密蘇里河                  | 625英里（1,005公里）                      | 48°51′20″N 113°01′10″W / 48.85556°N 113.01944°W | 48°03′26″N 106°19′07″W / 48.05722°N 106.31861°W | 22,332平方英里（57,839平方公里）        | 670立方英尺每秒（18.9立方米每秒）        | 艾伯塔省（加）、蒙大拿州河源、河口                                                                                   |
| 25 | 沃希托河     | 黑河 (路易斯安那州)       | 605英里（974）                            | 31°41′56″N 94°19′57″W / 31.69889°N 94.33250°W   | 31°37′53″N 91°48′25″W / 31.63139°N 91.80694°W   | 24,886平方英里（64,454平方公里）        | 29,800立方英尺每秒（843立方米每秒）      | 阿肯色州河源、路易斯安娜州河口                                                                                       |
| 26 | 聖勞倫斯河   | 聖勞倫斯灣                | 600英里（965公里）                        | 44°05′55″N 76°23′28″W / 44.09861°N 76.39111°W   | 49°40′00″N 64°30′00″W / 49.66667°N 64.50000°W   | 620,000平方英里（1,600,000平方）        | 440,000立方英尺每秒（12,600立方米每秒）  | 紐約州河源、安大略省（加）河源、魁北克省（加）河口                                                                   |
| 27 | 希拉河       | 科羅拉多河                | 600英里（960公里）                        | 33°10′47″N 108°12′22″W / 33.17972°N 108.20611°W | 32°43′11″N 114°33′19″W / 32.71972°N 114.55528°W | 57,850平方英里（149,832平方公里）       | 210立方英尺每秒（6立方米每秒）           | 新墨西哥州河源、亞利桑那州河口                                                                                       |
| 28 | 夏延河       | 雷德河                    | 591英里（951）                            | 47°41′46″N 100°29′52″W / 47.69611°N 100.49778°W | 47°01′25″N 96°49′31″W / 47.02361°N 96.82528°W   | 8,800平方英里（23,000平方）             | 288立方英尺每秒（8.2立方每秒）           | 北達科他州河源、河口                                                                                                 |
| 29 | 塔納諾河     | 育空河                    | 584英里（940）                            | 63°02′57″N 141°51′52″W / 63.04917°N 141.86444°W | 65°09′38″N 151°57′37″W / 65.16056°N 151.96028°W | 44,000平方英里（114,000平方公里）       | 41,800立方英尺每秒（1,185立方米每秒）    | 阿拉斯加州河源、河口                                                                                                 |
| 30 | 斯莫基希爾河 | 堪薩斯河                  | 576英里（927）                            | 38°57′01″N 102°34′49″W / 38.95028°N 102.58028°W | 39°03′36″N 96°48′04″W / 39.06000°N 96.80111°W   | 19,260平方英里（49,900平方）            | 1,542立方英尺每秒（43.7立方每秒）        | 科羅拉多州河源、堪薩斯州河口                                                                                         |
| 31 | 奈厄布拉勒河 | 密蘇里河                  | 568英里（914）                            | 42°49′15″N 104°38′50″W / 42.82083°N 104.64722°W | 42°45′58″N 98°02′50″W / 42.76611°N 98.04722°W   | 12,600平方英里（32,600平方公里）        | 1,700立方英尺每秒（49立方米每秒）        | 懷俄明州河源、內布拉斯加州河口                                                                                       |
| 32 | 小密蘇里河   | 密蘇里河                  | 560英里（900）                            | 44°32′25″N 104°59′57″W / 44.54028°N 104.99917°W | 47°36′38″N 102°52′24″W / 47.61056°N 102.87333°W | 8,310平方英里（21,500平方）             | 450立方英尺每秒（13立方每秒）            | 懷俄明州河源、蒙大拿州、南達科他州、北達科他州河口                                                                   |
| 33 | 沙賓河       | 墨西哥灣                  | 553英里（890）                            | 32°48′29″N 95°55′14″W / 32.80806°N 95.92056°W   | 29°59′08″N 93°47′26″W / 29.98556°N 93.79056°W   | 9,756平方英里（25,268平方公里）         | 8,400立方英尺每秒（238立方米每秒）       | 德薩斯州河源、路易斯安娜州河口                                                                                       |
| 34 | 雷德河       | 溫尼伯湖                  | 550英里（890）                            | 46°15′52″N 96°35′55″W / 46.26444°N 96.59861°W   | 50°23′47″N 96°48′39″W / 50.39639°N 96.81083°W   | 111,000平方英里（287,500平方公里）      | 8,300立方英尺每秒（236立方米每秒）       | 北達科他州河源、明尼蘇達州河源、曼尼托巴省（加）河口                                                                 |
| 35 | 得梅因河     | 密西西比河                | 525英里（845）                            | 44°05′02″N 95°41′17″W / 44.08389°N 95.68806°W   | 41°22′52″N 91°25′21″W / 41.38111°N 91.42250°W   | 12,018平方英里（31,127平方公里）        | 6,400立方英尺每秒（182立方米每秒）       | 明尼蘇達州河源、密蘇里州、愛荷華州河口                                                                               |
| 36 | 懷特河       | 密蘇里河                  | 506英里（815公里）                        | 42°41′10″N 103°50′14″W / 42.68611°N 103.83722°W | 43°42′50″N 99°28′01″W / 43.71389°N 99.46694°W   | 10,200平方英里（26,418平方公里）        | 570立方英尺每秒（16立方每秒）            | 內布拉斯加州河源、南達科他州河口                                                                                     |
| 37 | 三一河       | 加爾維斯頓灣              | 506英里（815公里）                        | 32°47′54″N 96°53′52″W / 32.79833°N 96.89778°W   | 29°44′35″N 94°42′12″W / 29.74306°N 94.70333°W   | 17,970平方英里（46,540平方公里）        | 7,800立方英尺每秒（222立方米每秒）       | 德薩斯州河源、河口                                                                                                   |
| 38 | 沃巴什河     | 俄亥俄河                  | 503英里（810）                            | 40°21′07″N 84°45′57″W / 40.35194°N 84.76583°W   | 37°47′53″N 88°01′38″W / 37.79806°N 88.02722°W   | 32,950平方英里（85,340平方公里）        | 1,001立方英尺每秒（28立方米每秒）        | 俄亥俄州河源、印第安納州河口、伊利諾州河口                                                                           |

## 地圖

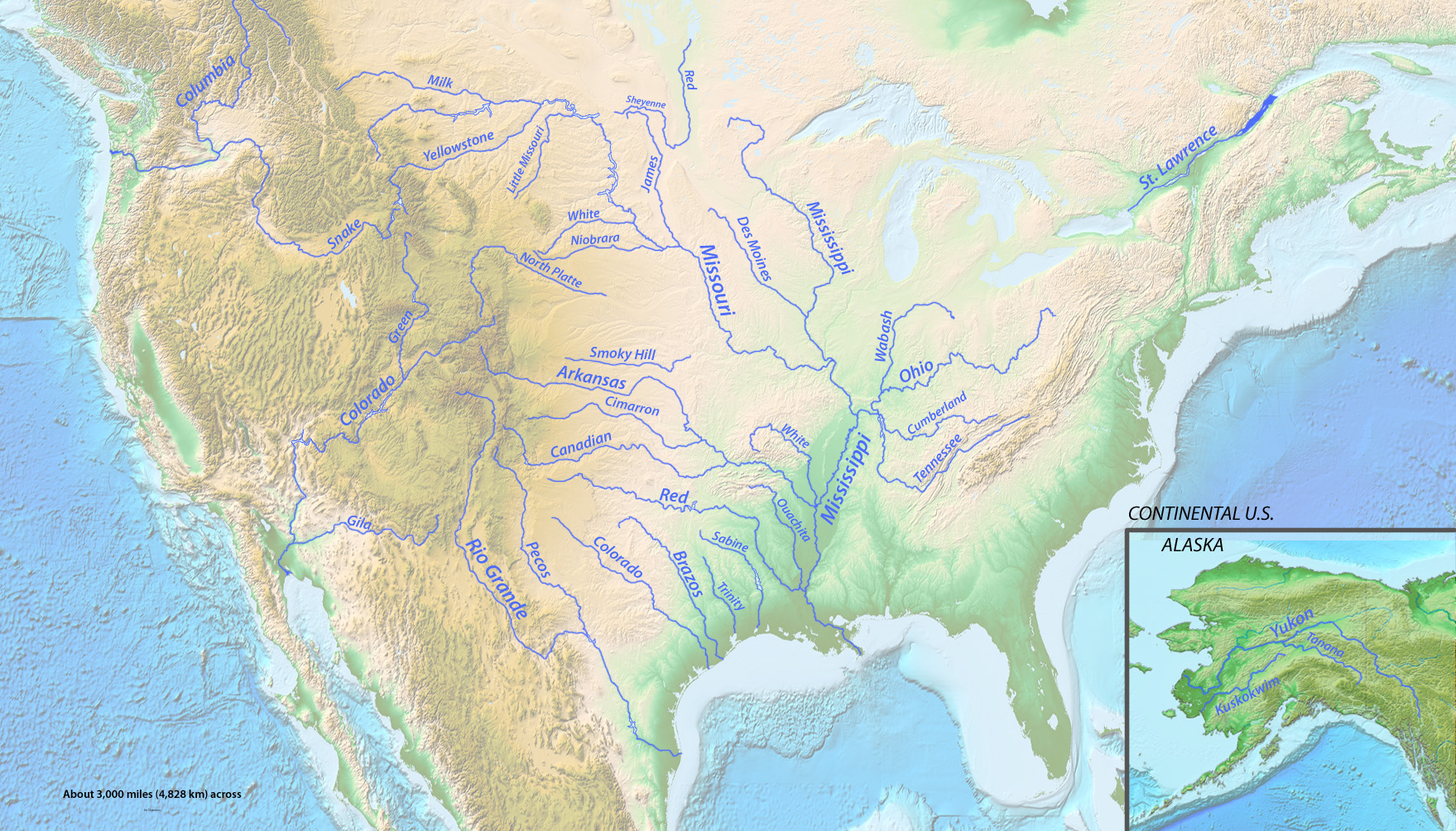
北美地圖，顯示了上述列表內的所有河流。